# Joaquín Valverde Durán
Joaquín Valverde Durán (Badajoz, 27 de febrer de 1846 - Madrid, 17 de març de 1910) fou un compositor espanyol.
Dotat de grans aptituds musicals, adquirí els seus primer coneixements en la música formant part de diverses bandes militars i orquestres, completant-los, a partir de 1862, en el Conservatori de Madrid sota la direcció d'Arrieta i Aranguren. El 1867 i el 1870 aconseguí primers premis de flauta i composició. Dedicant-se a la direcció d'orquestres des que acabà els estudis, aquesta cansada labor no li impedí consagrar-se a la seva principal activitat artística, la composició de més de 200 obres instrumentals de diversos gèneres, entre elles alguna didàctica important, com els seus Estudios melódicos per a flauta adoptats de text en el Conservatori de Madrid, i, sobretot, a la producció d'obres teatrals. El seu fill Joaquín Valverde y San Juan (1875-1918) també fou un músic i compositor.

## Obres
Músic expert, lleuger i graciós de factura, donant a les seves idees melòdiques un marcat sabor popular, tingué en la sarsuela el seu temps, especialment l'anomenat género chico, un dels més celebrats i fecunds cultivadors. De les nombroses obres que donà a l'escena assoliren un èxit extraordinari, mantenint-se molt de temps en els cartells:
- La redoma encantada;
- La fiesta de San Isidro;
- El primer desliz;
- Música celestial;
- ¿Adios Madrid!;
- La crz de Mayo;
- La baraja francesa;
- Retolondrón, per no citar només les més famoses.

De la seva col·laboració amb Tomás Bretón, Mateos, Romea i Rogel, i més tard, de manera assídua, amb Federico Chueca i amb el seu fill Joaquín, foren molt aplaudides i restar-ne del seu repertori les titulades:
- Los barrios bajos;
- La noche de San Juan;
- Portfolio madrileño;
- Niña Pancha;
- ¡Á los toros!;
- La función de mi pueblo;
- La canción de la Lola;
- Luces y sombras;
- Fiesta nacional;
- Vivitos y coleando;
- Agua y cuernos;
- Caramelo;
- La Gran Via;
- Cádiz;
- El año pasado por agua;
- De Madrid à París;
- La alegria de la huerta;
- La caza del oso;
- El chaleco blanco;
- Agua, azucarillos y aguardiente, i d'altres menys importants.